# Malapati
Koordinaten: 22° 4′ S, 31° 25′ O
Malapati ist ein 250 m hoch gelegener Ort mit etwa 1.000 Einwohnern im Einzugsgebiet des Manisi – ganz im Süden der Provinz Masvingo in Simbabwe, kurz vor der Grenze zu Mosambik.
Der Ort liegt in einer nahezu menschenleeren Gegend im Süden des Gonarezhou-Nationalparks. Das um Malapati liegende Gebiet ist ein gleichnamiges Tierschutzgebiet. Auch Flüsse und Wälder hier sollen dadurch geschützt werden. Touristisch ist hier nichts erschlossen.